# Knightsville

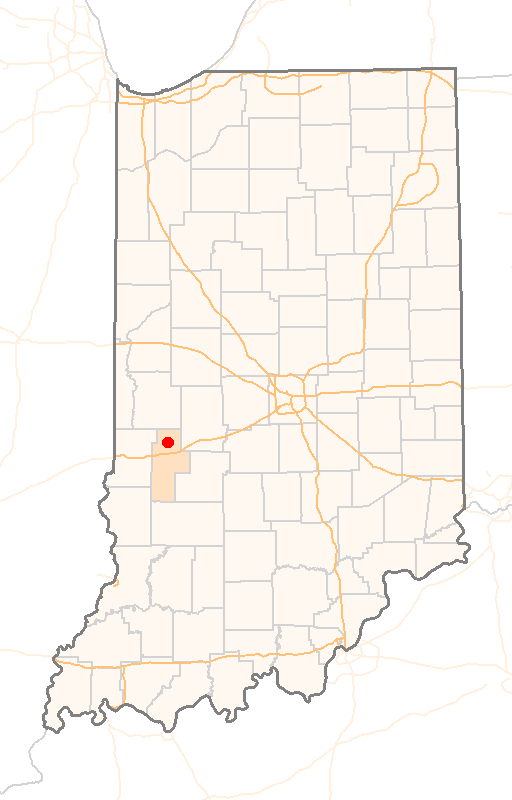
Miasto Knightsville w stanie Indiana

Knightsville – miasto w stanie Indiana w hrabstwie Clay w Stanach Zjednoczonych.

## Demografia
- Powierzchnia: 2,6 km²
- Ludność: 700 (2023)[1]